# POLA美術館
POLA美術館（日语：／ Pōra Bijutsukan */?）是位於日本神奈川縣足柄下郡箱根町仙石原的一座美術館。這座美術館由公益財團法人POLA美術振興財團運營，館長是木島俊介。POLA美術館地處富士箱根伊豆國立公園，境內有可觀賞山毛欅和日本紫茎的遊步道。美術館的印象派繪畫藏品數是日本最大規模。

## 歷史
這座美術館的設立目的是為了收藏展示POLA創業家第二代鈴木常司數十年收集的約9,500件美術品。美術館的概念和「和箱根、自然、美術」的共生，在2002年9月開館。現在藏品數約有10,000件。

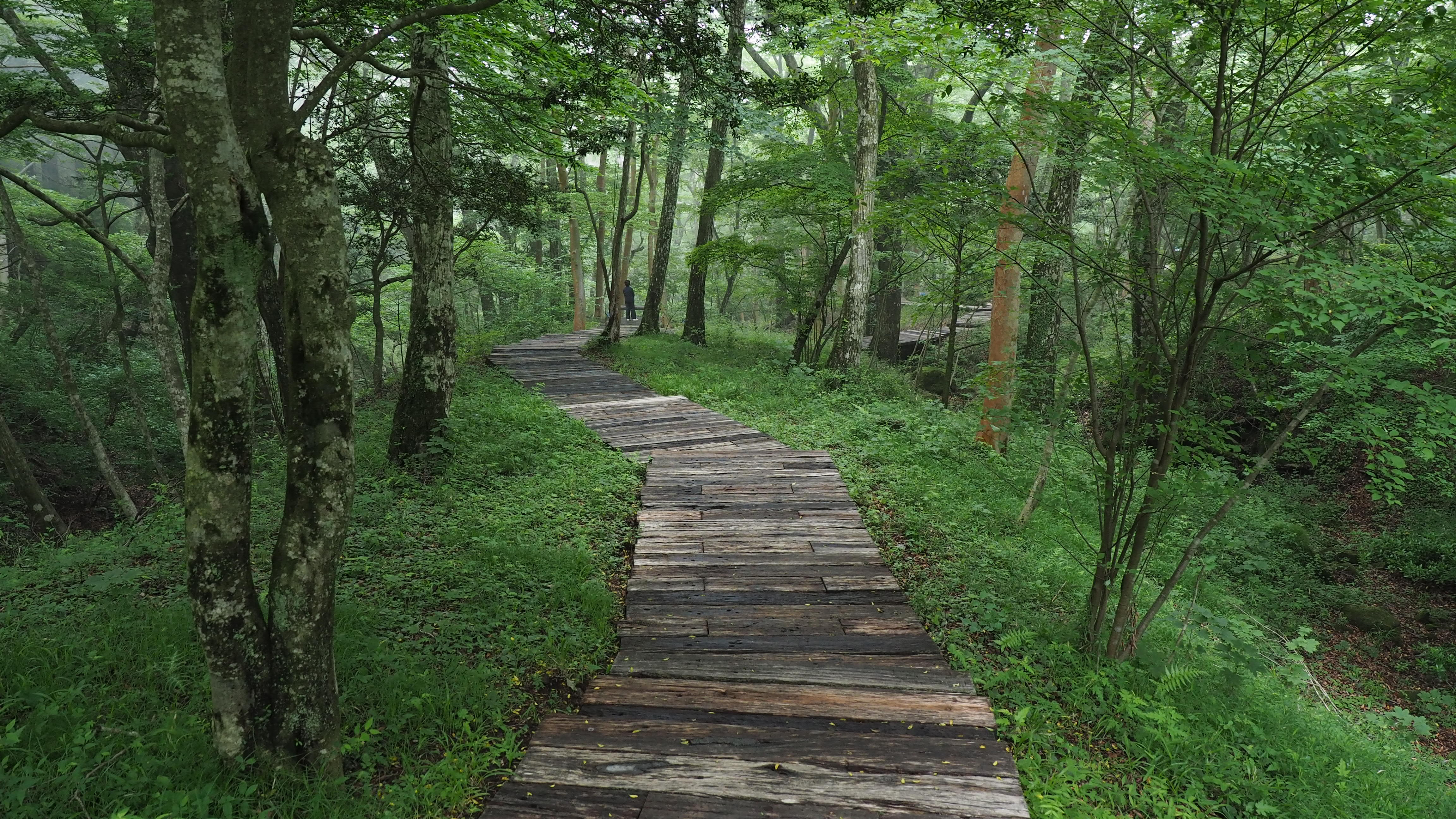
遊歩道

POLA美術館在2013年公開了利用富士箱根伊豆國立公園特徵的遊歩道「風的遊玩散步道」（風の遊ぶ散歩道）。這是一條地處闊葉樹林內的木板路，全長670公尺。
2018年開始，POLA美術館和大日本印刷（DNP）的子公司合作，提供外借其收藏作品的畫像數據服務。

## 藏品
鈴木常司自1950年代後期開始耗時40多年，收藏了西洋繪畫、日本的西洋畫、日本畫、版畫、雕刻、東洋陶瓷、日本近現代陶藝、玻璃工藝、化妝道具等美術品，其中核心是19世紀之後的西洋繪畫和近代日本繪畫。POLA美術館的五個展示室中有三個用來展示這些繪畫，另外兩個展示室則展示東洋陶瓷、玻璃工藝、化妝道具。
POLA美術館的西洋繪畫收藏包括莫奈、雷诺阿、塞尚、梵高、畢卡索等畫家的作品。除了常設展之外，POLA美術館亦舉辦各類企劃展、演講會、畫廊對話等普及活動。

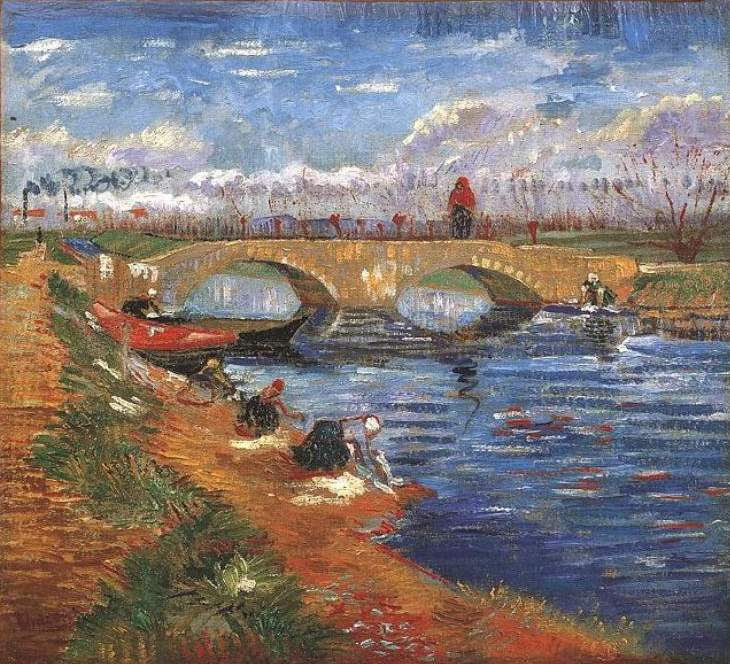
梵高 『阿爾勒的格雷澤橋』1888年
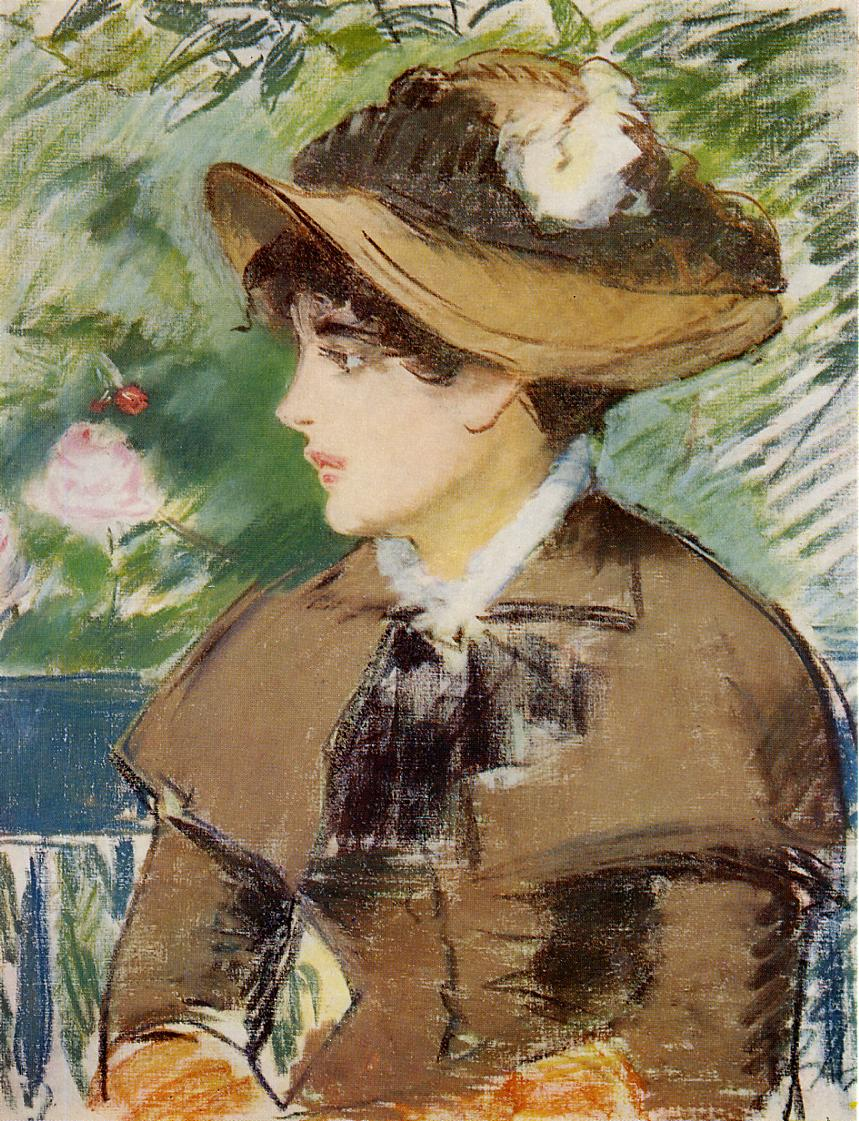
莫奈『長椅上』1879年
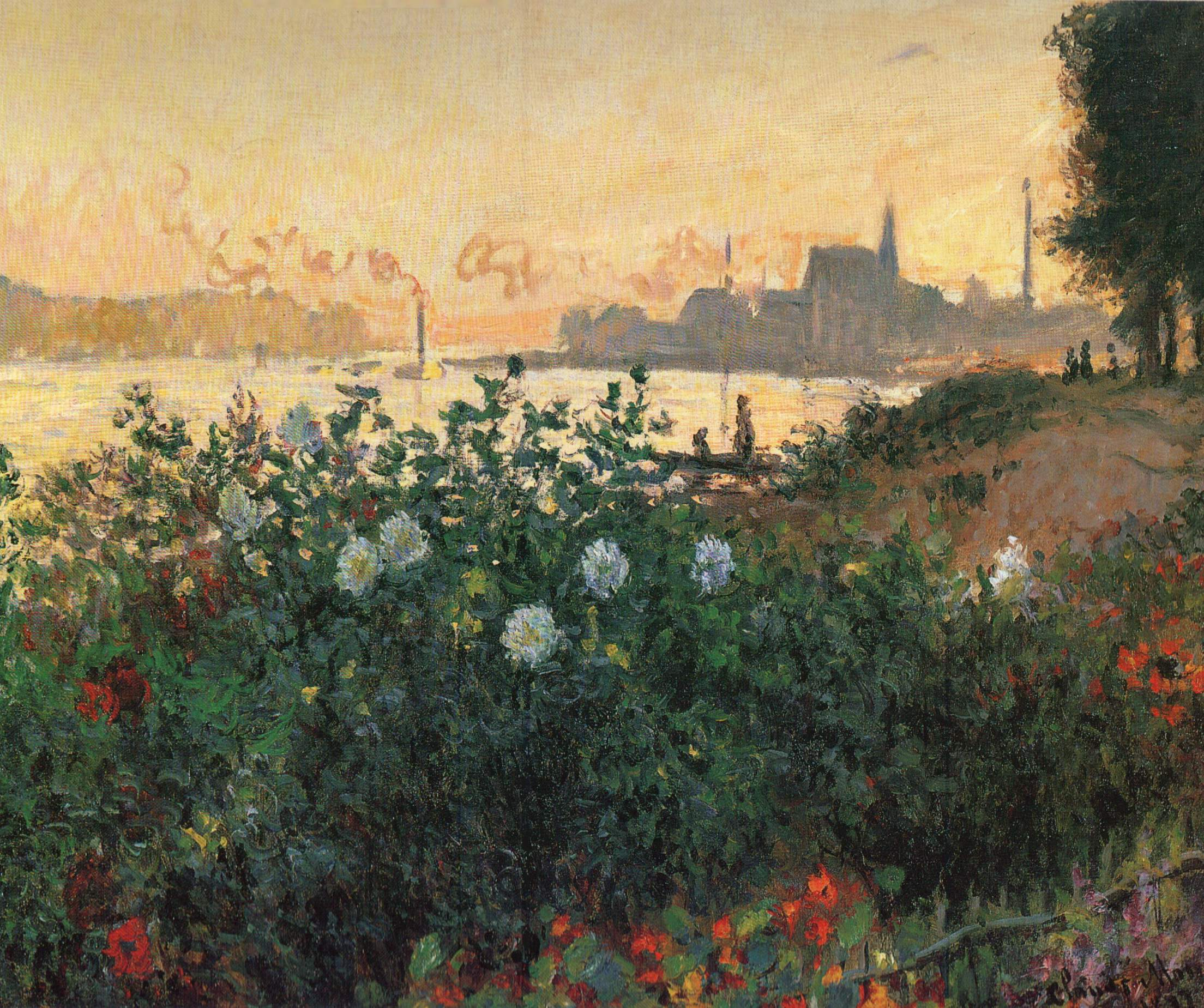
莫奈『阿讓特伊河岸上的花』1877年
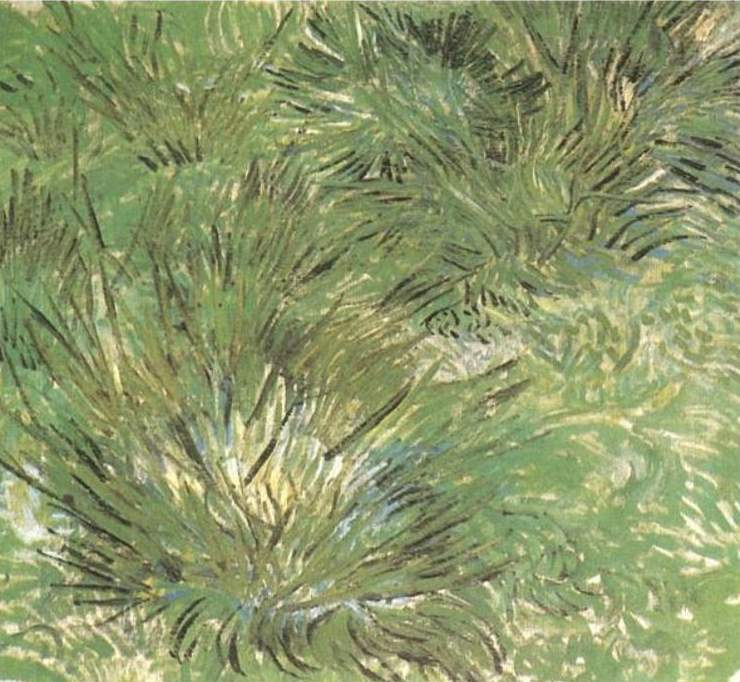
梵高『草叢』1889年
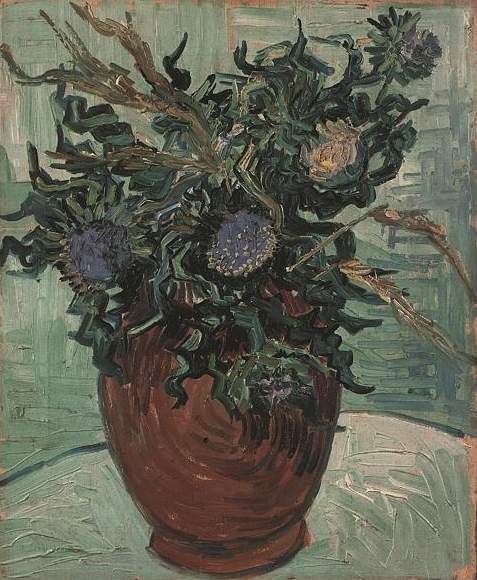
梵高『薊花』1890年
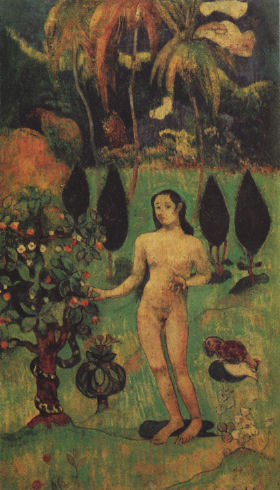
高更『異國的夏娃』1890/1894年
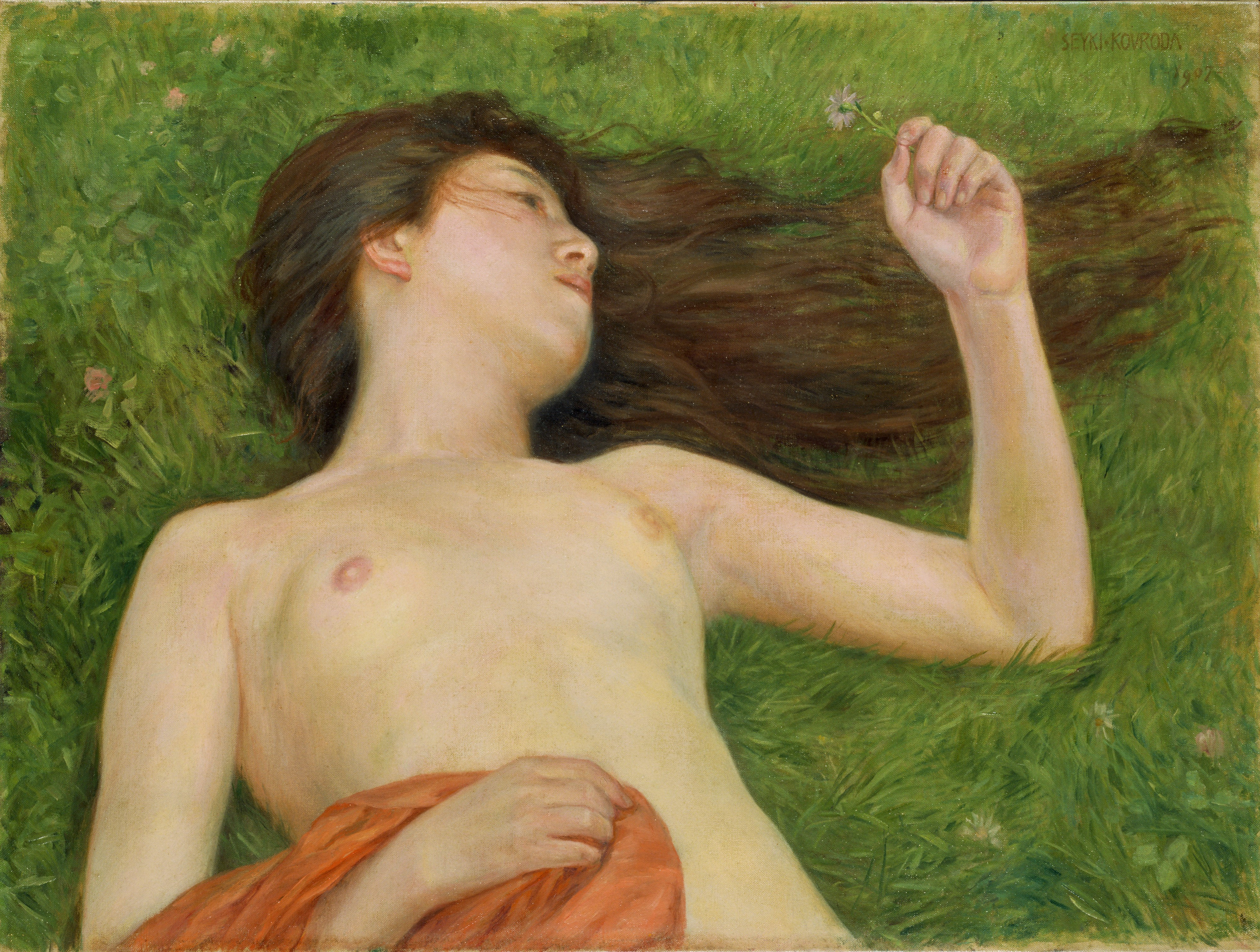
黑田清輝『野邊』1907年
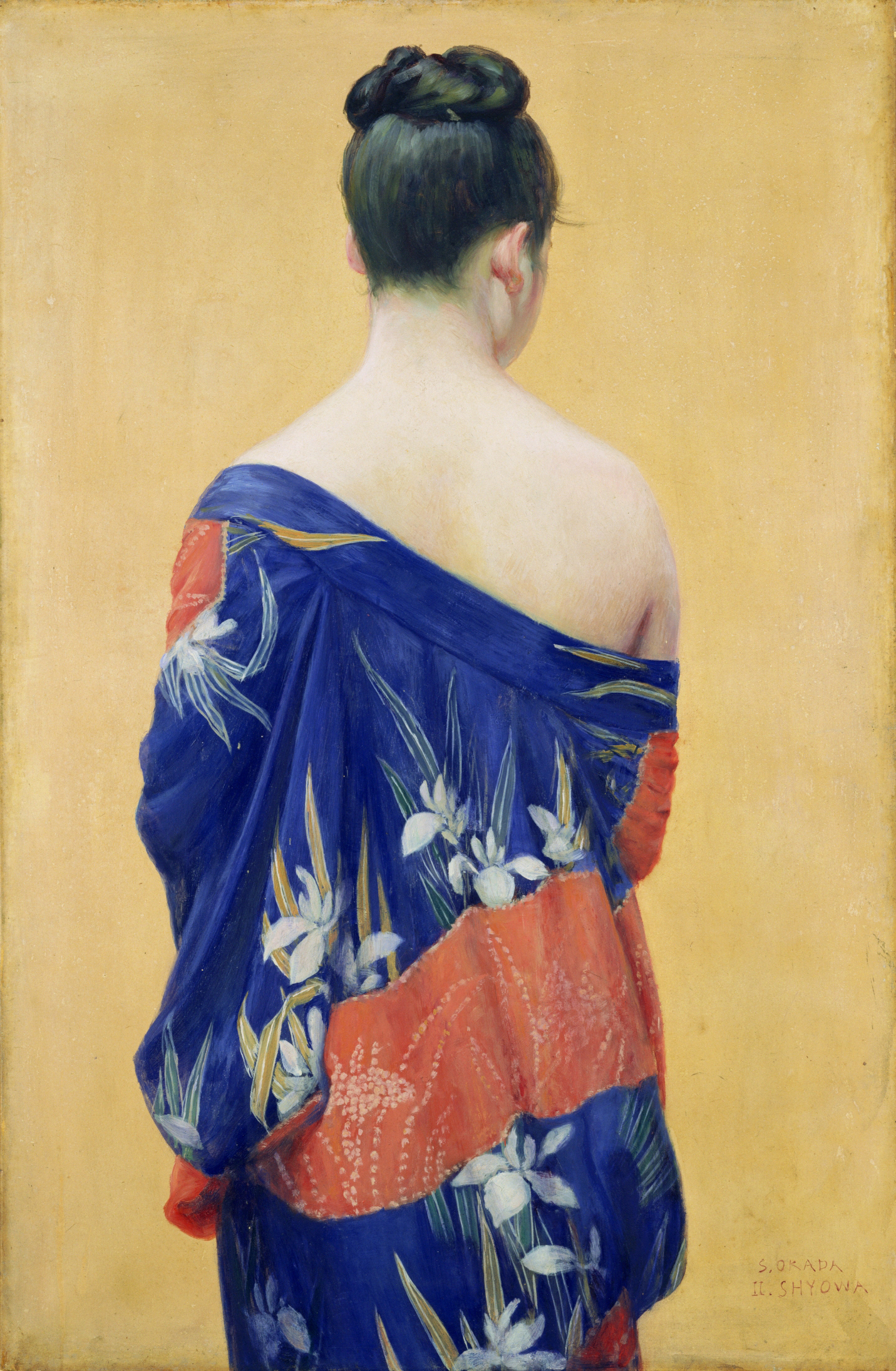
岡田三郎助『Ayame的衣服』1927年

## 建築
POLA美術館的建築竣工於2002年5月25日，施工擔當是竹中工務店。這座建築佔地面積56,919.91平方公尺，建築面積3,389.04平方公尺，樓面面積8,098.04平方公尺。建築的設計者是日建設計的安田幸一，風格是後現代主義建築。安田幸一憑藉這一作品獲得了2003年的村野藤吾賞和2004年的日本建築學會賞。美術館本身亦獲得了第45屆BCS獎。

## 外部連結
- ポーラ美術館 （页面存档备份，存于）